# Michael Ilmari Saaristo
Michael Ilmari Saaristo (Viipuri, 1º settembre 1938 – Turku, 27 aprile 2008) è stato un aracnologo ed entomologo finlandese.

## Biografia
Ha insegnato presso l'università di Turku.
Specialista dei ragni delle isole Seychelles, ha anche studiato le formiche e le effimere.

## Taxa descritti
- Abiskoa Saaristo & Tanasevitch, 2000 (ragno Linyphiidae)
- Agyphantes Saaristo & Marusik, 2004 (ragno Linyphiidae)
- Anguliphantes Saaristo & Tanasevitch, 1996 (ragno Linyphiidae)
- Ascetophantes Tanasevitch & Saaristo, 2006 (ragno Linyphiidae)
- Bifurcia Saaristo, Tu & Li, 2006 (ragno Linyphiidae)
- Birgerius Saaristo, 1973 (ragno Linyphiidae)
- Bristowiella Saaristo, 1980 (ragno Lycosidae)
- Capsulia Saaristo, Tu & Li, 2006 (ragno Linyphiidae)
- Cousinea Saaristo, 2001 (ragno Oonopidae)
- Decipiphantes Saaristo & Tanasevitch, 1996 (ragno Linyphiidae)
- Epigyphantes Saaristo & Tanasevitch, 2004 (ragno Linyphiidae)
- Eskovia Marusik & Saaristo, 1999 (ragno Linyphiidae)
- Euso Saaristo, 2001 (ragno Ochyroceratidae)
- Farqua Saaristo, 2001 (ragno Oonopidae)
- Ferchestina Saaristo & Marusik, 2004 (ragno Oonopidae)
- Fistulaphantes Tanasevitch & Saaristo, 2006 (ragno Linyphiidae)
- Flagelliphantes Saaristo & Tanasevitch, 1996 (ragno Linyphiidae)
- Formiphantes Saaristo & Tanasevitch, 1996 (ragno Linyphiidae)
- Helsdingenia Saaristo & Tanasevitch, 2003 (ragno Linyphiidae)
- Improphantes Saaristo & Tanasevitch, 1996 (ragno Linyphiidae)
- Indophantes Saaristo & Tanasevitch, 2003 (ragno Linyphiidae)
- Ipa Saaristo, 2007 (ragno Linyphiidae)
- Ischnothyrella Saaristo, 2001 (ragno Oonopidae)
- Khamisia Saaristo & van Harten, 2006 (ragno Oonopidae)
- Lisna Saaristo, 2001 (ragno Oonopidae)
- Mansuphantes Saaristo & Tanasevitch, 1996 (ragno Linyphiidae)
- Matyotia Saaristo, 2001 (ragno Oonopidae)
- Megabulbus Saaristo, 2007 (ragno Oonopidae)
- Megaoonops Saaristo, 2007 (ragno Oonopidae)
- Midia Saaristo & Wunderlich, 1995 (ragno Linyphiidae)
- Molestia Tu, Saaristo & Li, 2006 (ragno Linyphiidae)
- Mughiphantes Saaristo & Tanasevitch, 1999 (ragno Linyphiidae)
- Nale Saaristo & Marusik, 2008 (ragno Oonopidae)
- Nanume Saaristo, 2006 (ragno Theridiidae)
- Nesticella Lehtinen & Saaristo, 1980 (ragno Nesticidae)
- Obscuriphantes Saaristo & Tanasevitch, 2000 (ragno Linyphiidae)
- Ovobulbus Saaristo, 2007 (ragno Oonopidae)
- Palliduphantes Saaristo & Tanasevitch, 2001 (ragno Linyphiidae)
- Piniphantes Saaristo & Tanasevitch, 1996 (ragno Linyphiidae)
- Prida Saaristo, 2001 (ragno Oonopidae)
- Sesato Saaristo, 2006 (ragno Theridiidae)
- Seychellia Saaristo, 1978 (ragno Telemidae)
- Socotroonops Saaristo & van Harten, 2002 (ragno Oonopidae)
- Soeuria Saaristo, 1997 (ragno Scytodidae)
- Soeuria soeur Saaristo, 1997 (ragno Scytodidae)
- Spinembolia Saaristo, 2006 (ragno Theridiidae)
- Spiralophantes Tanasevitch & Saaristo, 2006 (ragno Linyphiidae)
- Stoda Saaristo, 2006 (ragno Theridiidae)
- Tallusia Lehtinen & Saaristo, 1972 (ragno Linyphiidae)
- Tanasevitchia Marusik & Saaristo, 1999 (ragno Linyphiidae)
- Tenuiphantes Saaristo & Tanasevitch, 1996 (ragno Linyphiidae)
- Theoa Saaristo, 1995 (ragno Linyphiidae)
- Vagiphantes Saaristo & Tanasevitch, 2004 (ragno Linyphiidae)
- Zoma Saaristo, 1996 (ragno Theridiosomatidae)

## Denominati in suo onore
- Agorius saaristoi Prószynski, 2009, ragno (Salticidae)
- Barylestis saaristoi Jäger, 2008, ragno (Sparassidae)
- Ipaoides saaristoi Tanasevitch, 2008, ragno (Linyphiidae)
- Maro saaristoi Eskov, 1980, ragno (Linyphiidae)
- Meioneta saaristoi (Tanasevitch, 2000), ragno (Linyphiidae)
- Microbianor saaristoi Logunov, 2000, ragno (Salticidae)
- Microneta saaristoi Eskov & Marusik, 1991, ragno (Linyphiidae)
- Pholcus saaristoi Zhang & Zhu, 2009, ragno (Pholcidae)
- Wabasso saaristoi Tanasevitch, 2006, ragno (Linyphiidae)

## Pubblicazioni
- Revision of the Finnish species of the genus Caenis Steph. (Ephemeroptera). Ann. Entomol. Fennici 32. (1966).
- Revision of the genus Maro O. P.-Cambridge (Araneae, Linyphiidae). Ann. Zool. Fennici 8. (1971).
- Secondary genital organs in the taxonomy of Lepthyphantinae (Araneae, Linyphiidae). - Reports, Dept. Zool., Univ. Turku. 6: 1 - 16. (1977).
- A new subfamily of linyphiid spiders based on a new genus created for the keyserlingi-group of the genus Lepthyphanthes (Aranei: Linyphiidae). Arthropoda Selecta 16. (2007).